# Вавилонська рибка
Вавилонська рибка (також «рибка-транслятор») — рибка-перекладач у серії романів Дугласа Адамса «Путівник Галактикою». У самому романі її дія описується так:

Рибка-транслятор — маленький організм жовтого кольору. Можливо, найунікальніша істота, що живиться енергією мислячих форм, яка надходить ззовні. Вона поглинає думкохвилі усіх частот, що випромінюються іншими біоформами. Рибка-транслятор утворює в мозку носія телепатичну матрицю, яка замикає думкочастоти нейронних сіток слухового аналізатора на його мовний центр. Таким чином, думкообрази, коли проходять через слуховий аналізатор, декодуються в зрозумілі сигнали за допомогою телепатичної матриці, створеної рибкою-транслятором. На практиці не означає, що маючи її у вусі, ви одразу ж починаєте розуміти будь-яку мову, яка існує у Галактиці.

Вперше опинившись на космічному кораблі прибульців, землянин (Артур Дент) не міг зрозуміти мову інопланетян, тому його компаньйон Форд Префект запхав йому у вухо рибку-перекладача. Реакція на це нагадує розглядання психологічних тестів, коли

з-за двох темних обрисів голів з'являється зображення білої свічки або коли раптом із різнокольорових плям і крапок складається шістка